# Шигаев, Николай Геннадьевич
Никола́й Генна́дьевич Шига́ев (род. 15 августа 1956, Заворонежское, Тамбовская область) — российский предприниматель, генеральный директор ЗАО «Кропоткинского завода МиССП». Почётный гражданин города Кропоткина (2016). Герой труда Кубани (2020).

## Биография
Николай Шигаев родился 15 августа 1956 года в селе Заворонежском Мичуринского района Тамбовской области.
В 1971 году начал трудовую деятельность токарем на Мичуринском приборостроительном заводе «Прогресс», работал токарем до 1976 года. После прохождения срочной службы в рядах Красной армии был принят на Мичуринский локомотиво-ремонтный завод. С 1975 по 1985 год — мастер электро-аппаратного цеха, заместитель начальника электро-аппаратного цеха. С 1985 по 1989 год — заместитель электро-машинного цеха, начальник энерго-силового цеха Ташкентского тепловозо-ремонтного завода. С 1989 по 1993 год — начальник цеха по производству пресс-форм для термопласт автоматов СП «Вольфсон Шарк Интерпрайсез».
В 1986 году окончил Всесоюзный заочный институт инженеров железнодорожного транспорта (ныне Российская открытая академия транспорта) по специальности «Инженер путей сообщения — механик» (факультет — «Тепловозы и тепловозное хозяйство»).
С 1993 года работает на государственном предприятии «Кропоткинский завод монтажных и специальных строительных приспособлений». До 2000 года работал на данном предприятии в следующих должностях: начальник ПДО, заместитель главного инженера, заместитель генерального директора по производству. В 2000 году общим собранием акционеров был избран генеральным директором предприятия.

### Деятельность
За время работы Николая Геннадьевича генеральным директором завод был полностью перепрофилирован и сегодня является одним из ведущих российских производителей на рынке автоматического и полуавтоматического выдувного оборудования. Завод осуществляет производство и комплексную поставку технологического оборудования для автоматических линий розлива и упаковки продукции в ПЭТ.
В 2007 году Н. Г. Шигаев внедрил систему менеджмента качества, отвечающую требованиям международного стандарта и одобренную аудитом немецкой сертификационной компании TÜV Cert. Внедрение данной системы укрепило позиции Кропоткинского завода МиССП на внутреннем рынке и способствовало развитию продаж продукции на рынках ближнего и дальнего зарубежья, в результате чего товарооборот завода с 2013 года увеличился на 30 %.
В 2009 году был введён в эксплуатацию второй механосборочный цех и создано 30 дополнительных рабочих мест. С 2010 года компания специализируется на производстве линий розлива, что позволило расширить рынок сбыта и принесло заводу дополнительную прибыль. Общий товарооборот предприятия в 2013 году составил 404 556 тысяч рублей, в 2014 году — 440 348 тысяч рублей, в 2015 году он составил 561 643 тысяч рублей. Заводом планомерно выделяются средства на развитие социальных объектов города Кропоткина и Кавказского района, спонсируются кропоткинские средние общеобразовательные школы и детские сады.
С 2008 года Николай Шигаев — депутат Кропоткинского городского поселения Кавказского района.
Постановлением главы администрации Краснодарского края Вениамина Кондратьева от 12 июня 2020 года награждён медалью «Герой труда Кубани».

## Награды
- «Заслуженный машиностроитель Кубани» (2011) — за заслуги в профессиональной деятельности[5][1];
- Благодарность Министерства промышленности и торговли Российской Федерации (2014)[5][1];
- «Почётный гражданин города Кропоткина» (2016)[5][1];
- Медаль «Герой труда Кубани» (12 июня 2020)[5][6] — за многолетний добросовестный труд, выдающийся личный вклад в повышение эффективности производства, содействие подъёму экономики, развитие социальной сферы и совершенствование машиностроительной отрасли Кубани[7].